# Comté de Winnebago (Wisconsin)
Pour les articles homonymes, voir Comté de Winnebago.
Le comté de Winnebago, en anglais : Winnebago County, est un comté des États-Unis, situé dans l'État du Wisconsin. Son siège est situé à Oshkosh.